# Květa Legátová
Květa Legátová (geboren 3. November 1919 in Podolí als Věra Hofmanová; gestorben 22. Dezember 2012) war eine tschechische Schriftstellerin.

## Leben
Věra Hofmanová, Tochter eines Dorfschullehrers, studierte Tschechisch, Deutsch, Physik und Mathematik an der Masaryk-Universität in Brünn, danach war sie als Lehrerin tätig. Als Schülerin verfasste sie Sketche für das Radio in Brünn. Als junge Lehrerin wurde sie Ende der 1940er Jahre nach Nový Hrozenkov an die Grenze zwischen Mähren und der Slowakei geschickt, als eine Art Strafversetzung. Die selbstbewusste Frau, die nie der kommunistischen Partei beitrat, galt dem Regime als politisch unzuverlässig. Ihre Pseudonyme, unter denen sie veröffentlichte, suchte sie sich unter den Namen ihrer Freundinnen. So debütierte sie 1957 unter dem Pseudonym Věra Podhorná mit dem Buch Figurinen. Sie zählte zu den Autoren der ersten Jahrgänge von Host do domu („Gast ins Haus“) und zur „Brünner Hörspielschule“. Dann kam eine Pause von über zwanzig Jahren. „Ich konnte nicht alles schreiben, der politische Druck war zu groß.“
Im Jahr 2002 erhielt Květa Legátová für Želary (erschienen 2001) den tschechischen Staatspreis für Literatur.

## Werke (Auswahl)
- Postavičky, 1957
- Korda Dabrová – Il. František Miroslav Doubrava, Brno 1961, Jugendbuch
- Želary, 2001
- Jozova Hanule, 2002
- Pro každého nebe, 2003
- Posedlá a jiné hry, Paseka 2004
- Návraty do Želar (rozhovor s D. Kaprálovou), 2005
- Nic není tak prosté, 2006
- Mušle a jiné odposlechy, 2007
- Mimo tento čas, 2008

Werke auf Deutsch
- Die Leute von Želary, Novelle (Originaltitel: Želary, übersetzt von Sophia Marzolff). dtv, München 2009, ISBN 978-3-423-21275-5.
- Der Mann aus Želary, Novelle (Originaltitel: Jozova Hanule, übersetzt von Sophia Marzolff), dtv, München 2004, ISBN 978-3-423-21275-5 / ISBN 978-3-423-25301-7 (Großdruck), als Hörbuch: Der Mann aus Želary, ungekürzte Lesung durch Eva Mattes, Hörbuch Hamburg, Hamburg 2006, ISBN 978-3-89903-244-4.

## Verfilmung
Ondřej Trojan verfilmte 2003 die Erzählung Jozova Hanule unter dem Titel Zelary und erhielt dafür 2004 eine Oscarnominierung für den Besten fremdsprachigen Film. Darsteller waren unter anderen Zita Kabátová, Edita Malovčić, Iva Bittová, Svatopluk Beneš und György Cserhalmi. Die Hauptdarstellerin Anna Geislerová erhielt 2004 den Undine Award als beste Jungdarstellerin aus den neuen EU-Ländern.